# Gordon Durie
Gordon Scott Durie (Paisley, Escocia, 6 de diciembre de 1965) es un antiguo futbolista escocés profesional, un jugador de utilidad que por lo general jugaba como un huelguista. Conocido como 'Toca discos' después del programa de TV 'el Jurado de Tocadiscos'.
Durante su carrera jugó para varios equipos, como East Fife, Hibernian Football Club, Chelsea, Tottenham, Rangers y Hearts. También disputó 43 partidos con la selección de fútbol de Escocia, anotando 7 goles.
El mejor momento de su carrera fue cuando jugaba en el equipo de Rangers. Su partido más famoso fue por hacer el truco del sombrero en el 1995-96. Final de la copa escocesa al ayudar a Rangers y Hearts en una victoria de 5-1.
También tiene el honor de ser el primer jugador en tocar el balón en el mundial de Francia 98, en el partido inaugural entre Escocia y Brasil q acabaría cn la victoria de los cariocas por 2 goles a 1.
Su hijo, Scott, es actualmente un jugador juvenil de Rangers, que juega en la posición central.

## Goles internacionales
Puntuaciones y resultados de Escocia de la lista de los primeros goles.
| # | Fecha                    | Lugar                                  | Oponente       | Puntuación | Resultado | Competición                         |
| - | ------------------------ | -------------------------------------- | -------------- | ---------- | --------- | ----------------------------------- |
| 1 | 6 de septiembre de 1989  | Dinamo Stadion, Zagreb                 | Yugoslavia     | 1-0        | 1-3       | Copa Mundial de Fútbol de 1990      |
| 2 | 1 de mayo de 1991        | Stadio Olimpico, Serravalle            | San Marino     | 2-0        | 2-0       | Clasificación para la Eurocopa 1992 |
| 3 | 11 de septiembre de 1991 | Wankdorfstadion, Berné                 | Suiza          | 1-2        | 2-2       | Clasificación para la Eurocopa 1992 |
| 4 | 13 de noviembre de 1991  | Hampden Park, Glasgow                  | San Marino     | 3-0        | 4-0       | Clasificación para la Eurocopa 1992 |
| 5 | 26 de mayo de 1996       | Veteran's Stadium, New Britain CT      | Estados Unidos | 1-0        | 1-2       | Partido Amistoso                    |
| 6 | 11 de octubre de 1997    | Celtic Park, Glasgow                   |                | 2-0        | 2-0       | Copa Mundial de Fútbol de 1998      |
| 7 | 12 de noviembre de 1997  | Stade Geoffroy-Guichard, Saint Etienne | Francia        | 1-1        | 1-2       | Partido Amistoso                    |